# Kora Kora
Kora Kora (auch Khora Khora) ist eine Ortschaft im Departamento Chuquisaca im südamerikanischen Andenstaat Bolivien.

## Lage im Nahraum
Kora Kora ist der größte Ort des Kanton San Lazaro im Municipio Sucre in der Provinz Oropeza. Die Ortschaft liegt auf einer Höhe von 2875 m im Quellbereich der Quebrada Azulajamayu, der zum Río Santiago und im weiteren Verlauf in den Río Chico, einen Nebenfluss des bolivianischen Río Grande, fließt.

## Geographie
Kora Kora liegt östlich des Altiplano in der bolivianischen Cordillera Central. Das Klima ist ein gemäßigtes Höhenklima und ein typisches Tageszeitenklima, bei dem die mittlere Temperaturschwankung im Tagesverlauf stärker ausfällt als im Jahresverlauf.
Die Jahresdurchschnittstemperatur in der Region liegt bei etwa 16 °C (siehe Klimadiagramm Sucre), die Monatsdurchschnittswerte schwanken zwischen 14 °C im Juni/Juli und 17 °C im Oktober/November. Der Jahresniederschlag beträgt etwa 700 mm und weist fünf aride Monate von Mai bis September mit Monatswerten unter 25 mm auf, und eine deutliche Feuchtezeit von Dezember bis Februar mit Monatsniederschlägen zwischen 125 und 150 mm.

## Verkehrsnetz
Kora Kora liegt in einer Entfernung von acht Straßenkilometern südöstlich von Sucre, der Hauptstadt des Departamentos.
Durch Sucre führt die 976 Kilometer lange Nationalstraße Ruta 6, die von Oruro im Hochland über Sucre ins bolivianische Tiefland zur Grenze nach Paraguay führt. Die Ruta 6 verlässt Sucre nach Süden auf der Avenida del Ejército, nach sechs Kilometern zweigt eine unbefestigte Landstraße in östlicher Richtung ab, die nach zwei Kilometern Kora Kora erreicht.

## Bevölkerung
Die Einwohnerzahl der Ortschaft hat sich im vergangenen Jahrzehnt nur unwesentlich verändert:
| Jahr | Einwohner         | Quelle       |
| ---- | ----------------- | ------------ |
| 1992 | keine Detaildaten | Volkszählung |
| 2001 | 508               | Volkszählung |
| 2012 | 513               | Volkszählung |
| 2024 |                   | Volkszählung |

Die Region weist einen hohen Anteil an Quechua-Bevölkerung auf, im Municipio Sucre sprechen 61,6 Prozent der Bevölkerung Quechua.